# 3494 Purple Mountain
3494 Purple Mountain este un asteroid din centura principală, descoperit pe 7 decembrie 1980, de Observatorul Zijinshan.